# Michael Hennrich

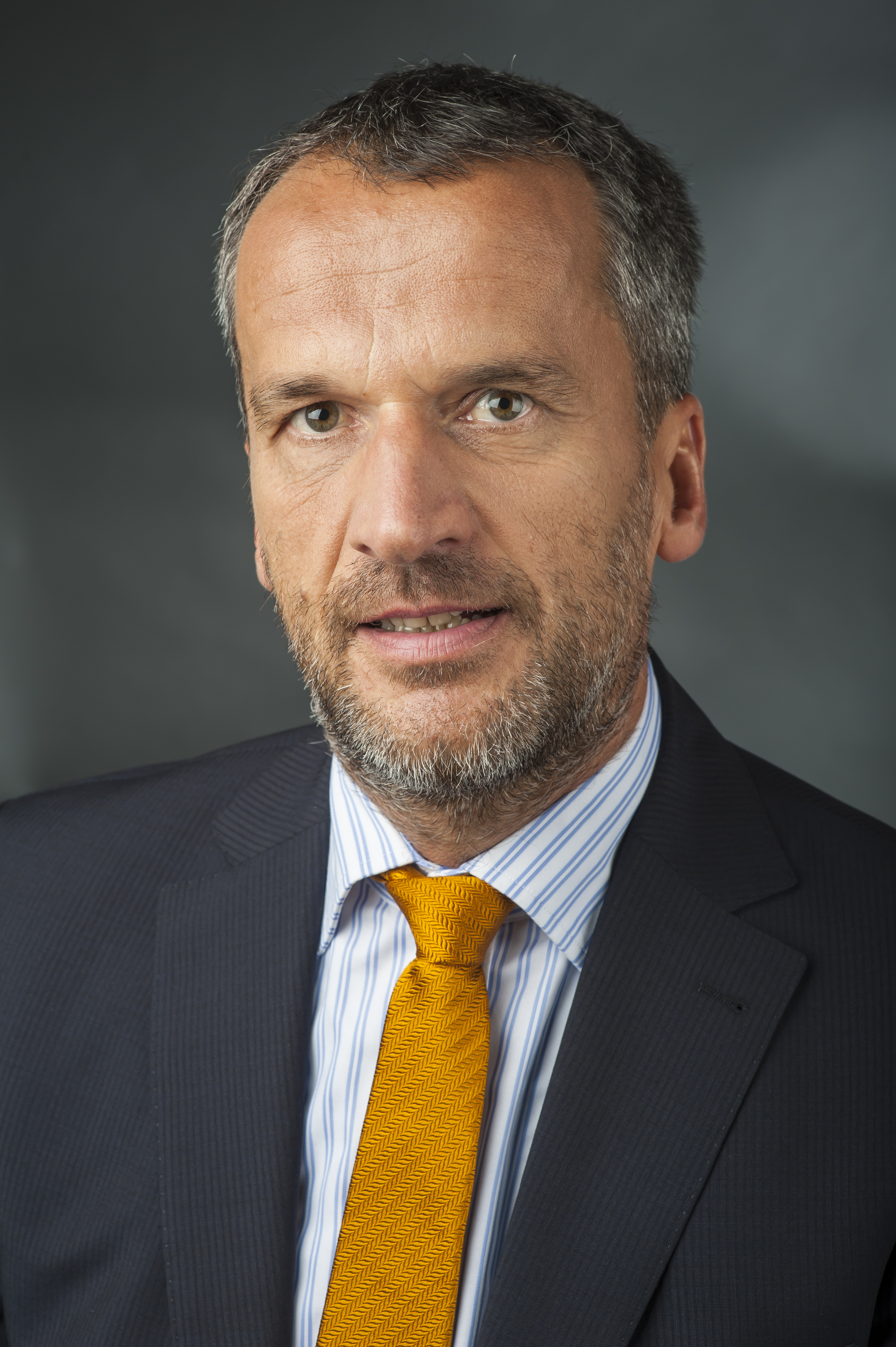
Michael Hennrich (2014)

Michael Hennrich (* 14. Januar 1965 in Balingen) ist ein deutscher Politiker (CDU) und Lobbyist. Von 2002 bis 2023 war er Mitglied des Deutschen Bundestages.

## Ausbildung und Beruf
Hennrich wuchs in Wernau (Neckar) auf. Nach dem Abitur 1985 am Robert-Bosch-Gymnasium in Wendlingen am Neckar leistete er zunächst seinen Wehrdienst ab und absolvierte dann ab 1986 ein Studium der Rechtswissenschaft an der Universität Passau und der Rheinischen Friedrich-Wilhelms-Universität Bonn, welches er 1991 mit dem ersten juristischen Staatsexamen beendete. Danach war er bis 1995 als wissenschaftlicher Mitarbeiter für den Bundestagsabgeordneten Elmar Müller und von 1992 bis 1993 auch an der Juristischen Fakultät der Universität Rostock tätig. Nach der Ableistung des Referendariats legte Hennrich 1995 auch das zweite Staatsexamen ab. Er war als selbständiger Rechtsanwalt in Unterensingen tätig. Von 1998 bis 2003 war er außerdem Landesgeschäftsführer des Wirtschaftsrates der CDU in Baden-Württemberg.
2023 verzichtete er auf sein Bundestags-Mandat. Er wurde Geschäftsführer beim Bundesverband der Arzneimittel-Hersteller.
Hennrich war Vorsitzender der Eigentümer-Interessengemeinschaft Haus & Grund Württemberg und Mitglied im Deutschen Familienverband (DFV).
Er ist katholisch, verheiratet und hat zwei Söhne.

## Partei
Hennrich trat schon als Schüler 1983 in die Junge Union (JU) und 1984 auch in die CDU ein. Von 1985 bis 1987 war er Vorsitzender des JU-Kreisverbandes Esslingen am Neckar und von 1992 bis 1996 stellvertretender Vorsitzender des Kreisverbandes Esslingen der Kommunalpolitischen Vereinigung (KPV) der CDU/CSU. Von 2003 bis 2007 war er außerdem Vorsitzender des CDU-Stadtverbandes Kirchheim-Dettingen.

## Abgeordneter
Hennrich war von 2002 bis 2023 Mitglied des Deutschen Bundestages. Dabei zog er stets als direkt gewählter Abgeordneter des Wahlkreises Nürtingen in den Bundestag ein.
Nach seiner Wiederwahl im Jahr 2005 war Hennrich Mitglied im Ausschuss für Gesundheit sowie stellvertretendes Mitglied im Ausschuss für Arbeit und Soziales. Bei der Bundestagswahl 2009 erzielte er in seinem Wahlkreis 43,4 % der Erststimmen. In der Wahlperiode von 2009 bis 2013 war er Mitglied im Ausschuss für Gesundheit als Berichterstatter für den Bereich Arzneimittelversorgung, Apotheken und IQWIG. Weiterhin war er stellvertretendes Mitglied im Ausschuss für Arbeit und Soziales, stellvertretendes Mitglied der Parlamentarischen Versammlung des Europarates sowie der Europäischen Versammlung für Sicherheit und Verteidigung/Versammlung der Westeuropäischen Union.
Hennrich war in der 18. Legislaturperiode des Deutschen Bundestags erneut ordentliches Mitglied im Ausschuss für Gesundheit als Berichterstatter für den Bereich Arzneimittelversorgung, Apotheken und IQWIG sowie seit 2015 Obmann im Gesundheitsausschuss. Weiterhin war er erneut im Ausschuss für Arbeit und Soziales als stellvertretendes Mitglied. Darüber hinaus war er stellvertretendes Mitglied im Ausschuss Recht und Verbraucherschutz, Mitglied der Parlamentarischen Versammlung des Europarates und Vorsitzender der Parlamentariergruppe Arabischsprachige Staaten des Nahen Ostens.
Bei der Bundestagswahl 2017 wurde Hennrich mit 39,4 Prozent der Erststimmen wiedergewählt, bei der Bundestagswahl 2021 mit 30,1 Prozent.
Ende Februar 2023 legte Hennrich sein Mandat nieder, um als Geschäftsführer beim Bundesverband der Arzneimittel-Hersteller zu arbeiten. Für ihn rückte Alexander Föhr in den Bundestag nach.

## Mitgliedschaften
- Hennrich war Mitglied der Europa-Union Parlamentariergruppe Deutscher Bundestag.

- 1999–2005 Vorsitzender von Haus & Grund Kirchheim unter Teck und Umgebung
- Von  2003 bis 2024 Mitglied im Vorstand von Haus & Grund Württemberg
- 2003–2008 Mitglied im Beirat bei der Bundesnetzagentur für Elektrizität, Gas, Telekommunikation, Post und Eisenbahnen
- 2006–2011 Vorsitzender des Ausschusses für Wohnungswirtschaft und Wohnungspolitik im Zentralverband von Haus & Grund Deutschland
- seit 2006 Mitglied im Beirat des DUK-Versorgungswerk e. V., Berlin
- Von 2008 bis 2023 Mitglied im Beirat Versicherungsombudsmann e. V., Berlin
- Von 2008 bis 2024 Landesvorsitzender von Haus & Grund Württemberg
- Von 2008 bis 2020 Mitglied im Bundesvorstand von Haus & Grund Deutschland
- Von 2013 bis 2018 Vorstandsmitglied  der Deutsch-Arabischen Freundschaftsgesellschaft e. V.
- seit 2016 Mitglied des Aufsichtsrates Süddeutsche Krankenversicherung a. G. und Süddeutsche Lebensversicherung a.G